# Сениха (Ивановская область)
 Сениха — деревня в Ильинском районе Ивановской области. Входит в состав Аньковского сельского поселения.

## География
Находится в западной части Ивановской области на расстоянии приблизительно 21 км на восток-юго-восток по прямой от районного центра села Ильинское-Хованское.

## История
Нанесена была на карту еще 1808 года. В 1859 году здесь (тогда деревня в составе Суздальского уезда Владимирской губернии) было учтено 15 дворов.

## Население
Постоянное население составляло 161 человек (1859 год), 93 в 2002 году (русские 89 %), 94 в 2010.